# Frančišek Lampe
Frančišek Lampe, slovenski filozof, teolog, pisatelj in urednik, * 23. februar 1859, Zadlog, † 24. september 1900, Ljubljana. 

## Življenjepis
Rodil se je očetu Matiji in materi Mariji (rojena Habe). Osnovno šolo je obiskoval v domačem kraju in v Idriji, gimnazijo pa v Ljubljani. Po maturi je  stopil v ljubljansko bogoslovje. V duhovnika je bil posvečen leta 1881, ob koncu tretjega letnika. Bogoslovne in modroslovne študije je nadaljeval v Gradcu in jih končal z dvojnim doktoratom, leta 1883 je doktoriral iz teologije, leta 1885 pa še iz filozofije. Po končanem študiju v Gradcu je bil imenovan za podvodjo ljubljanskega bogoslovnega semenišča. Na ljubljanskem bogoslovju je od leta 1883 predaval filozofijo, od leta 1885 pa tudi dogmatiko. Leta 1885 je sprejel vodstvo deškega sirotišča v Marijanišču v Ljubljani in to službo vršil vse do svoje smrti – natanko petnajst let.
Že v semenišču je Lampe snoval velike načrte za svoje delovanje, zlasti za pisateljevanje. V ljubljanskem semenišču je leta 1881 ustanovil Cirilsko društvo, namenjeno bogoslovcem za vaje v pisanju in govorništvu. Ob pomoči nekaterih članov Cirilskega društva se je pred božičem leta 1887 rodil list Dom in svet, katerega prva številka je izšla 20. januarja 1888. Lampe mu je bil urednik, upravnik in odpravnik. Iskal je zvez, dopisoval si je s pisatelji, pesniki, slikarji, fotografi, pa tudi sam je hodil okrog in fotografiral za list. Za Dom in svet je tudi veliko pisal. Njegove spise bi lahko razvrstili v modroslovne (filozofske), življenjepise, potopise, spise poučne vsebine, programske razprave in izjave. Namen svojega ljubljenega lista je podal takole: «Dom in svet bodi verna knjiga življenja, da se iz nje učimo, kakšno je, kakšno bi ne smelo in kakšno bi moralo biti.« Za razliko od Mahničevega Rimskega katolika je bil Lampetov Dom in svet mnogo bolj umirjen, širok in strpen.
Kot teolog in filozof se je posebej zanimal za primer Magdalene Gornikove.

## Filozofija
V filozofskih spisih je Lampe sistematično prikazal tomistično filozofijo. Njegov »Uvod v modroslovje« pomeni program za razlago tomističnega filozofskega sistema. Knjiga je izšla pri Slovenski matici leta 1887 in v njej je podal na kratko vse, kar je potrebno tistim, »ki se šele začenjajo učiti modroslovja«. Tri leta kasneje je izšlo zajetno »Dušeslovje« (538 strani), ki je po svojem izrazoslovju temeljno delo za slovensko filozofijo. Zahtevno filozofijo je na poljuden način približal bralcem Doma in sveta v svojih »pomenkih«, ki so izšli v knjigi »Cvetje s polja modroslovskega«  (1897). Širšemu sloju Slovencev je Frančišek Lampe postal znan po svojih Zgodbah svetega pisma, ki jih je po snopičih (128 strani) začela leta 1894 izdajati Mohorjeva družba (do leta 1900 je izšlo 7 snopičev, po Lampetovi smrti je delo nadaljeval in končal Krek). Za biblično besedilo je uporabljal in izboljševal predvsem izdajo A. A. Wolfa. Razlage so pisane za preproste ljudi, slonijo pa na ugotovitvah tedanje eksegeze.

## Leposlovje
Ko ga je Mohorjeva družba zaprosila za to veliko delo, je potoval v Egipt in Palestino.
Znamenitosti svetih krajev je najprej opisal v delu Jeruzalemski romar, ki je izšlo v dveh delih pri Mohorjevi družbi (1892 in 1893). Lampe pa je bil tudi prevajalec, prevedel je knjigo Frančiška Saleškega Teotim ali o ljubezni božji (Drobtinice, 1894-98), J.P. Camusa Duh svetega Frančiška Saleškega (Drobtinice, 1889-93) in Apostolski dušni pastir W. Cramerja.
Poleg na literarnem področju, pa je bil Lampe aktiven tudi kot fotoamater, ukvarjal se je s portretno, arhitekturno in reportažno motiviko; sodeloval pa je tudi pri načrtu za osuševanje Ljubljanskega barja.

## Čebelarstvo
Posvetil se je tudi čebelarstvu in postal prvi predsednik Slovenskega čebelarskega društva (1897). »Od vseh živalic, kar jih je Bog ustvaril ljubim najbolj čebele. Simbol so mi marljivosti in vztrajnosti.« Čebele je v svoji silni dejavnosti še prekašal in to ga je pokopalo, kajti precenjeval je svoje šibke življenjske moči. Star komaj 41 let je 24. septembra 1900 umrl v Ljubljani.

## Spomenik
Slovenska matica, katere podpredsednik je bil Lampe in Leonova družba iz Ljubljane sta mu deset let po smrti – 21. avgusta 1910 postavili v Črnem Vrhu spomenik (piramido), identične oblike, kot je bil spomenik Mateja Cigaleta. Istočasno je bila odkrita tudi spominska plošča na njegovi rojstni hiši v Zadlogu. Danes je slednja spominska plošča sestavni del spominskega obeležja na mestu, kjer je stala njegova rojstna hiša. 
Po Frančišku Lampetu se imenuje mešani pevski zbor v Črnem Vrhu.